# Crocodile Dundee
Série
Crocodile Dundee 2
(1988)
Pour plus de détails, voir Fiche technique et Distribution.
Crocodile Dundee est un film australien réalisé par Peter Faiman (en), sorti en 1986. Il s'agit du premier film de la franchise Crocodile Dundee mettant en scène le personnage de Michael J. « Crocodile » Dundee, incarné par l'acteur Paul Hogan.

## Synopsis

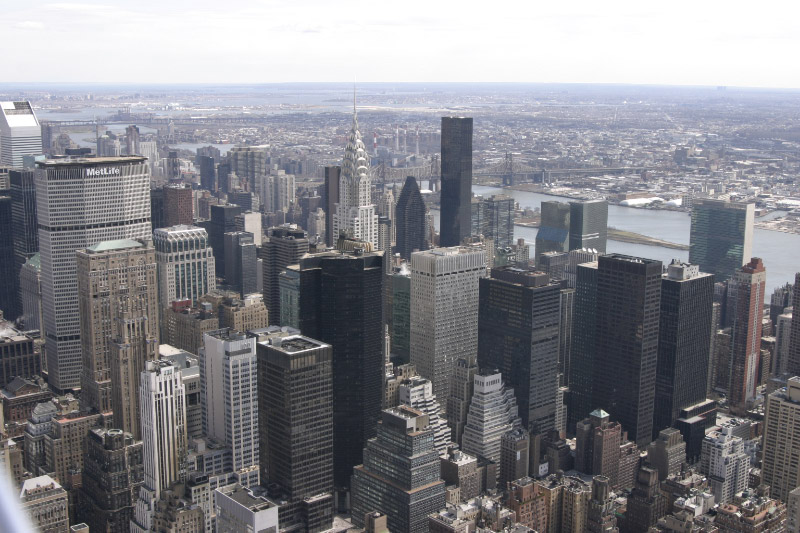
Le film est tourné au cœur de New York.

Sue Charlton, une journaliste américaine du quotidien new-yorkais Newsday, se rend pour un reportage en Australie dans le bush du Territoire du Nord. Elle y rencontre Michael J. « Crocodile » Dundee, un chasseur de crocodiles.
Sue ramène ensuite ce personnage atypique à New York, où il rencontrera quelques difficultés pour s'adapter à la vie urbaine moderne.

## Fiche technique
Sauf indication contraire, les informations mentionnées dans cette section peuvent être confirmées par la base de données cinématographiques IMDb,  présente dans la section « Liens externes ».
- Titre original et français : Crocodile Dundee
- Réalisation : Peter Faiman (en)
- Scénario : John Cornell, Paul Hogan et Ken Shadie, d'après une histoire de Paul Hogan
- Photographie : Russell Boyd
- Montage : David Stiven
- Musique : Peter Best
- Production : John Cornell

Productrice exécutive : Jane Scott
Producteur associé : Wayne Young
- Société de production : Rimfire Films
- Sociétés de distribution : Hoyts Distribution (Australie), Paramount Pictures (États-Unis), 20th Century Fox (France)
- Budget : 8 800 000 $[1]
- Pays d'origine :  Australie
- Langue originale : anglais
- Format : couleur - 35 mm - 2,35:1 (Cinémascope) - son Dolby
- Genre : comédie, aventure, action
- Durée : 97 minutes
- Dates de sortie : 
  -  Australie : 24 avril 1986
  -  États-Unis : 26 septembre 1986
  -  France : 4 février 1987
  -  Belgique : 5 février 1987 (Gant)
- Classification[2] :
  -  États-Unis : PG-13 (Certaines scènes peuvent heurter les enfants de moins de 13 ans - Accord parental recommandé, film déconseillé aux moins de 13 ans)
  -  France : Tous publics

## Distribution
- Paul Hogan (VF : Yves Rénier) : Michael J. « Crocodile » Dundee
- Linda Kozlowski (VF : Béatrice Delfe) : Sue Charlton
- John Meillon (VF : Philippe Dumat) : Walter « Wally » Reilly
- Mark Blum (VF : Jean-Pierre Leroux) : Richard Mason
- David Gulpilil (VF : Pascal Renwick) : Neville Bell
- Michael Lombard (en) (VF : Yves Barsacq) : Sam Charlton
- Ritchie Singer : Con
- Maggie Blinco (VF : Paule Emanuele) : Ida
- Steve Rackman (en) (VF : Georges Atlas) : Donk
- Gerry Skilton (en) (VF : Gilles Laurent) : Nugget
- Terry Gill (en) (VF : Roger Lumont) : Duffy
- Peter Turnbull : Trevor
- Christine Totos : Rosita
- Graham 'Grace' Walker : Angelo
- David Bracks : Burt
- Brett Hogan : Peter
- Irving Metzman : Irving, le portier
- Reginald VelJohnson (VF : Sady Rebbot) : Gus, le chauffeur en livrée
- Rik Colitti (VF : Daniel Russo) : Danny, le chauffeur de taxi italien
- John Snyder (en) (VF : Michel Derain) : le proxénète
- J.J. Cole : Buzzy
- Gwyllum Evans : Wendell Wainwright
- Clarie Hague (VF : Claude Chantal) : Dorothy Wainwright
- Anne Carlisle (VF : Sylvie Feit) : Gwendoline
- Caitlin Clarke (en) (VF : Anne Jolivet) : Simone
- Nancy Mette (VF : Marie-Laure Beneston) : Karla
- Anne Francine (VF : Jacques Ciron) : Fran, la grande invitée
- Sullivan Walker (VF : Robert Liensol) : l'homme noir dans le métro
- Peter Bucossi (VF : Marc François) : l'homme blanc dans le métro
- Dolores Messina (VF : Jane Val) : la réceptionniste de l’hôtel
- Paul Greco (en) (VF : Michel Derain) : le new-yorkais qui parle sur le trottoir avec Dundee

## Production

### Inspiration
Le héros du film est inspiré d'une personne réelle, l'australien Rodney Ansell (1954–1999), alias Crocodile Dundee. Celui-ci était devenu célèbre en 1977 pour avoir survécu seul, durant deux mois, dans le désert australien et pour être capable de tuer un crocodile à mains nues, ce qu'il raconte dans son livre To fight the wild.
Rodney Ansell, aigri de n'avoir pas pu profiter des millions de dollars générés par les films inspirés de sa vie, a plongé dans la drogue et a tragiquement trouvé la mort en 1999 lors d'une fusillade avec la police locale.

### Doublage français
Les auteurs de la version française eurent le plus grand mal à traduire certaines expressions typiquement australiennes employées dans le film :
- le « no worries, mate! », équivalent australien du « no problem, man! » jamaïquain est devenu « ça flotte, pote ! » ;
- « Sheila », terme australien désignant une femme, de préférence de la ville, est devenu « Géraldine » ;
- « dunny », terme employé dans l’Outback pour désigner des toilettes de brousse, est devenu « goguenots »...

Le doublage fait également disparaître l'un des ressorts comiques du film, résidant dans le contraste de langage entre Dundee, l'Australien de l'Outback, et les New-Yorkais, contraste illustré notamment par la séquence où Dundee finit la soirée avec son chauffeur de taxi dans un bar de Brooklyn.

## Accueil

### Box-office
Aux États-Unis, le film a été un succès, rapportant 174 803 506 dollars au box-office pour un budget de production de 8 800 000 dollars. Crocodile Dundee a aussi été un succès en France avec 5 887 982 entrées, prenant la première place du box-office en 1987. Au total, le film a récolté une recette de 328 203 506 dollars.

## Distinctions
En 1987, Crocodile Dundee a été sélectionné 11 fois dans diverses catégories et a remporté 3 récompenses.

### Récompense
- BMI Film and TV Awards 1987 : BMI Film Music Award pour Peter Best
- Golden Globes 1987 : Golden Globe du meilleur film musical ou de comédie pour Paul Hogan
- Goldene Leinwand (Golden Screen) 1987

### Nominations
- BAFTA Awards / Orange British Academy Film Awards 1987 :
  - BAFTA du meilleur acteur pour Paul Hogan
  - BAFTA du meilleur scénario original pour John Cornell, Paul Hogan et Ken Shadie.
- Golden Globes 1987 :
  - Golden Globe du meilleur film musical ou de comédie
  - Golden Globe de la meilleure actrice dans un second rôle pour Linda Kozlowski.
- Motion Picture Sound Editors 1987 : Golden Reel Awards du meilleur montage sonore dans un film en langue étrangère pour Tim Chau
- Oscars 1987 : Oscar du meilleur scénario original pour John Cornell, Paul Hogan et Ken Shadie
- Saturn Awards 1987 : 
  - Saturn Award du meilleur film fantastique
  - Saturn Award du meilleur scénario pour John Cornell, Paul Hogan et Ken Shadie

## Diffusion télévisée en France
Dans son enquête de septembre 2014 concernant les meilleures audiences des films en prime time depuis 1989 lors de leur diffusion à la télévision française, Médiamétrie indique que Crocodile Dundee a été vu par 13,27 millions de téléspectateurs le 10 mars 1992, arrivant en 18e position des meilleures audiences.

## Suites et héritage
Le film connaîtra deux suites : Crocodile Dundee 2 (1988) et Crocodile Dundee 3 (2001).
En 2018, une vidéo annonce une suite, intitulée Dundee: The Son of a Legend Returns Home, avec Danny McBride, Chris Hemsworth et Paul Hogan. Le premier est annoncé dans le rôle de Brian Dundee, le fils de Michael J. « Crocodile » Dundee. Il s'agit en réalité d'un canular pour promouvoir le tourisme en Australie ; un spot sera même diffusé lors du Super Bowl 2018.

## Autour du film

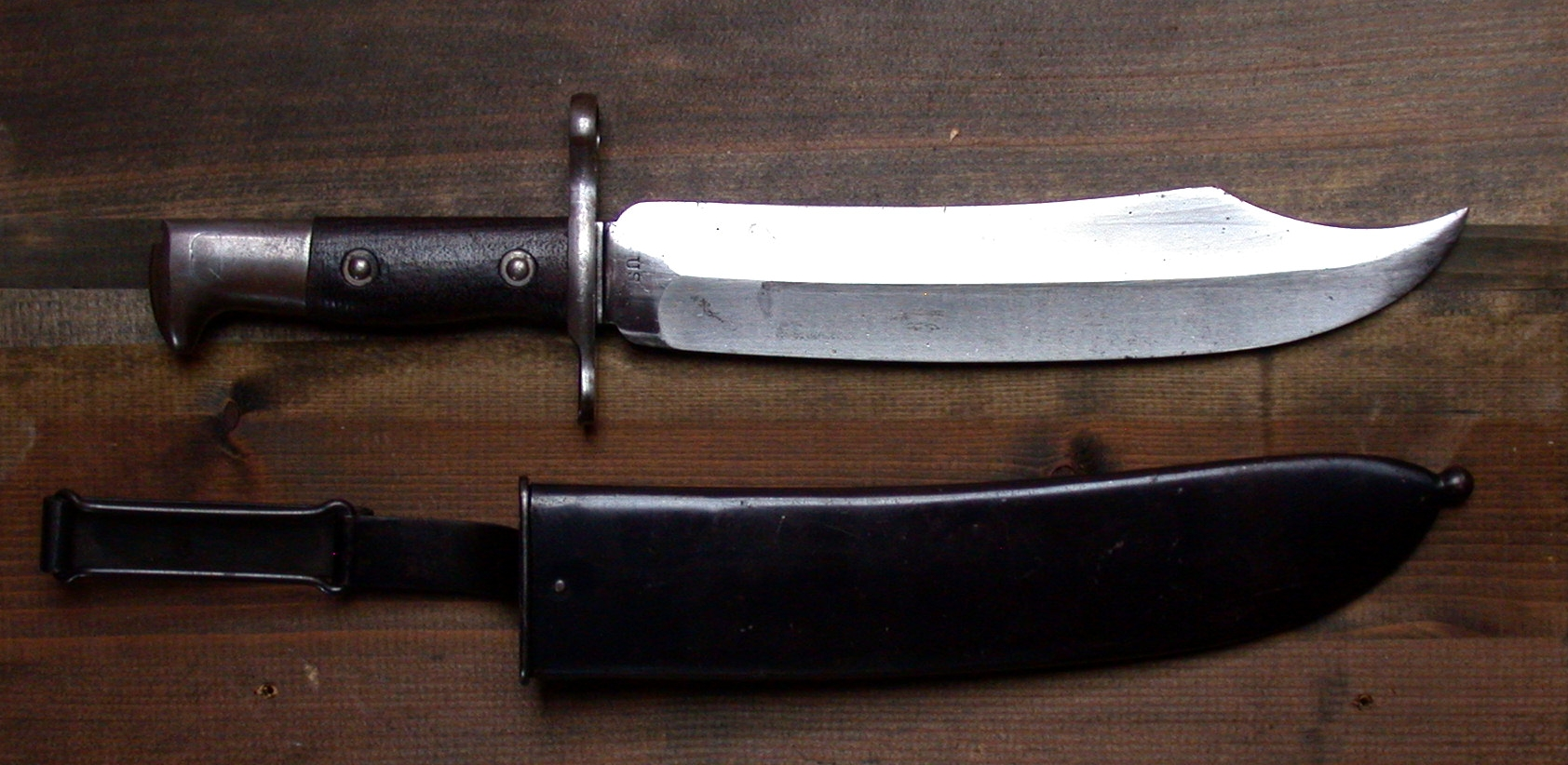
Un couteau Bowie, comme celui utilisé par « Crocodile » Dundee dans le film.

La société Down Under Knives a commercialisé une réplique du couteau Bowie de « Crocodile » Dundee sous le nom « The Outback ».